# Bank Spółdzielczy w Chrzanowie
Bank Spółdzielczy w Chrzanowie – bank spółdzielczy z siedzibą w Chrzanowie w Polsce. Bank zrzeszony jest w Banku Polskiej Spółdzielczości SA.

## Historia
W 1881 powstało Chrzanowskie Towarzystwo Zaliczkowe, które rozpoczęło działalność w następnym roku. Jego głównym celem była ochrona ludności przed lichwą. W 1896 Towarzystwo wybudowało swoją siedzibę. W 1938 zmieniono nazwę na Bank Spółdzielczy w Chrzanowie. Zlikwidowały go władze niemieckie 31 marca 1941.
29 sierpnia 1946 nastąpiło reaktywowanie działalności chrzanowskiego banku. Bank Spółdzielczy w Chrzanowie był jedynym bankiem w Polsce, który wypłacał po wojnie wkłady przedwojenne i to w podwójnej wysokości. Pomyślny rozwój banku przerwał dekret władz komunistycznych ograniczający samodzielność i samorządność banków spółdzielczych, które przekształcone zostały w gminne kasy spółdzielcze. Po kolejnych zmianach prawa bankowego, Nadzwyczajne Walne Zebranie Delegatów w Chrzanowie w 1958 reaktywowało własną, niezależną spółdzielnię.
W 1991 Bank odzyskał budynek swoje siedziby. W 1996 zrzeszył się w Małopolskim Banku Regionalnym S.A. w Krakowie, który w 2002 wszedł w skład Banku Polskiej Spółdzielczości. W 2006 Bank Spółdzielczy w Alwerni połączył się do Banku Spółdzielczego w Chrzanowie.

## Władze
W skład zarządu banku wchodzą:
- prezes zarządu
- wiceprezes zarządu ds. handlowych
- wiceprezes zarządu ds. finansowo-księgowych
- wiceprezes zarządu ds. IT i bezpieczeństwa

Czynności nadzoru banku sprawuje 11-osobowa rada nadzorcza.

## Placówki
- Centrala w Chrzanowie, Aleja Henryka 22
- pozostałe placówki:
  - Chrzanów (6)
  - Alwernia (2)
  - Babice
  - Libiąż
  - Trzebinia (2)